# Łyżka (Beskid Wyspowy)
Łyżka lub Wyszka (803 m n.p.m. 774 m, niektóre źródła podają też wysokość 774 m, 807 m) – wzniesienie na wschodnich obrzeżach Beskidu Wyspowego. Znajduje się w paśmie wzgórz oddzielających dolinę Słomki od doliny jej dopływu – potoku Łukowica. W paśmie tym znajdują się kolejno Cisówka (564 m), Pępówka (774 m) i Łyżka, która wznosi się nad miejscowościami Roztoka i Przyszowa w gminie Łukowica.
Na szczycie Łyżki dostrzec jeszcze można resztki murów i ślady fosy będące pozostałościami dawnego zamku w Przyszowej. Szczególnie wyraźnie widać to od wschodniej strony. Według ludowych przekazów w zamczysku tym schowała swoje skarby św. Kinga, która zmuszona była uciekać z klasztoru w Starym Sączu przed najazdem tatarskim. Istnieje legenda, według której św. Kinga opuszczając po najeździe to miejsce zostawiła srebrną łyżkę i stąd pochodzi nazwa szczytu. Według historyków jednak zamczysko to nie ma nic wspólnego ze św. Kingą. Było prawdopodobnie własnością rodu rycerskiego używającego zawołania Jonina lub Janina. Zawołanie to później stało się nazwą ich herbu rodowego.
W 2019 na szczycie odnaleziono fragmenty ceramiki przypisywane Celtom.
Przez Łyżkę prowadzą znakowane szlaki turystyczne. Można też na nią wejść nieznakowanymi, łatwymi ścieżkami z miejscowości Przyszowa.

## Piesze szlaki turystyczne
zielony z Limanowej przez Jabłoniec, Łyżkę, Pępówkę do Łukowicy
 czarny z Przyszowej na Łyżkę.